# Safim

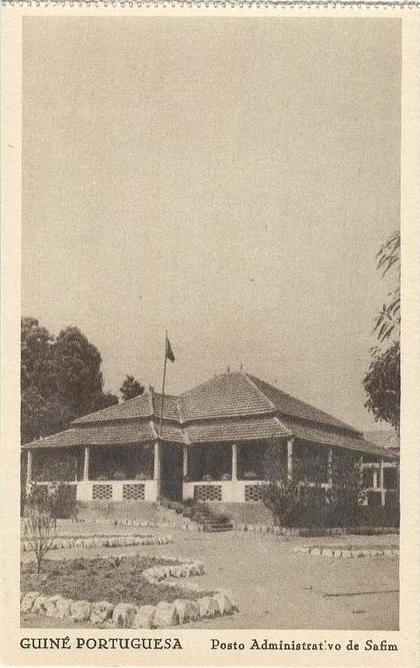
Poste administratif de Safim (années 1940).

Safim est un des trois secteurs appartenant à la région de Biombo au Guinée-Bissau. En 2009, il comptait 17 249 habitants.